# La piovra (serie televisiva)
La piovra è stata una serie televisiva italiana andata in onda sulle reti Rai complessivamente in dieci miniserie dall'11 marzo 1984 al 17 gennaio 2001.
La fiction ha ottenuto grandi consensi di pubblico (una media di 10 milioni di spettatori e punte di 15 milioni) ed è stata esportata in oltre 80 nazioni.

## Produzione
Le miniserie sono state dirette da vari registi che si sono succeduti: Damiano Damiani nella prima miniserie, Florestano Vancini nella seconda miniserie, Luigi Perelli dalla terza alla settima e di nuovo nella decima miniserie, e Giacomo Battiato nell'ottava e nella nona miniserie.
Le musiche sono state realizzate da Riz Ortolani nella prima miniserie, da Ennio Morricone dalla seconda alla settima e nella decima miniserie, e da Paolo Buonvino dall'ottava alla nona miniserie.
Particolarmente importante è l'evoluzione narrativa con la quale viene raccontata l'espansione dei molteplici tentacoli della criminalità organizzata che danno il titolo all'opera: si passa dai traffici locali ed internazionali di droga in una Sicilia egemonizzata ed insanguinata dalla mafia della prima miniserie alla loggia massonica (dal nome Itala) ed agli apparati statali deviati della seconda, ambientata nella Roma dei palazzi del potere; nella terza miniserie lo scenario si apre a ventaglio raccontando gli affari della mafia finanziaria delle banche internazionali e dei traffici illegali di armi e scorie nucleari, il cui centro operativo invece è per lo più a Milano e nel nord Italia. Il contesto si intensificherà nella quarta miniserie, alla fine della quale il commissario Corrado Cattani (interpretato da Michele Placido) verrà ucciso, in quanto venuto a conoscenza di scomode e scottanti verità.
Le intricate vicende di politica, finanza, massoneria, corruzione e criminalità organizzata che venivano raccontate anche ne La piovra 5 - Il cuore del problema, La piovra 6 - L'ultimo segreto e La piovra 7 - Indagine sulla morte del commissario Cattani si ispiravano alle vicende politiche e di cronaca di quegli anni e misero per la prima volta in luce il fatto che la mafia non era solo quella degli uomini d'onore, dei picciotti e dei killer spietati, ma un fenomeno ben più complesso ed articolato (lo stesso Giovanni Falcone si complimentò per l'accuratezza della serie e per il suo dettagliato realismo nel descrivere Cosa Nostra nel suo insieme), ed infatti generarono parecchie polemiche politiche, nonché fortissime pressioni per far concludere la saga, nonostante questa continuasse ad avere un grandissimo successo di pubblico e critica, anche a livello internazionale.
È proprio a causa di tali pressioni politiche che sono dovute le parentesi de La piovra 8 - Lo scandalo e La piovra 9 - Il patto ambientate non più in epoca contemporanea bensì ai tempi della mafia latifondaria e contadina degli anni cinquanta e degli anni sessanta, prevalentemente incentrate sulle vicende private dei protagonisti, piuttosto che sugli affari di Cosa Nostra e quasi completamente distaccate rispetto agli altri capitoli della saga.
Infine con La piovra 10 (trasmessa su Raidue anziché su Raiuno come le precedenti) si cerca di tirare le fila di tutti gli argomenti lasciati precedentemente in sospeso alla fine della settima miniserie e di dare una lettura della mafia attuale.

## Personaggi e interpreti
Gli attori che hanno interpretato le parti più importanti nel corso delle varie miniserie della saga sono stati:

Michele Placido e Barbara De Rossi nella miniserie capostipite La piovra (1984)

- Michele Placido: Il commissario di polizia Corrado Cattani, protagonista della saga dalla prima alla quarta miniserie.
- Remo Girone: il faccendiere e ultrapotente banchiere Gaetano "Tano" Cariddi, vera mente manovratrice della Piovra, antagonista principale della saga, presente dalla terza alla settima e nella decima miniserie (nell'ottava miniserie il personaggio appare ragazzino, con il volto di un giovanissimo Primo Reggiani); il personaggio di Tano è ispirato alla figura di Michele Sindona.
- Vittorio Mezzogiorno: nei panni del poliziotto Davide Licata (vero nome Davide Pardi), protagonista della saga dalla quinta alla sesta miniserie.
- Patricia Millardet: il magistrato Silvia Conti, grande amore di Cattani e poi di Licata, protagonista della saga dalla quarta alla settima e nella decima miniserie (doppiata da Maria Pia Di Meo).

## Doppiaggio
- Cristina Boraschi doppia quattro personaggi diversi nel corso della saga: Ester Rasi Cariddi (Simona Cavallari) nella quarta miniserie; Gloria Linori (Agnese Nano) nella quinta miniserie; Martina Ferrari (Corinne Dacla) nella sesta miniserie e Tiziana Breda (Natasha Hovey) nella settima miniserie.
- Maria Pia Di Meo prima di doppiare il personaggio di Silvia Conti (Patricia Millardet) dalla quarta alla settima e nella decima miniserie, ha doppiato il personaggio di Anna Antinari (Marie Laforêt) nella terza miniserie.
- Michele Gammino nelle prime tre miniserie presta la voce all'avvocato Terrasini (François Périer), mentre nella quarta dà la voce a Davide Faeti (Jean-Luc Bideau).
- Ilaria Stagni doppia prima Ninni Linori (Arian Nijborg) nella quinta miniserie ed in seguito è stata la voce di Sara Granchio (Romina Mondello) nella settima miniserie.
- Ferruccio Amendola ha doppiato il faccendiere-collezionista Antonio Espinosa (Bruno Cremer) dalla quarta alla sesta miniserie.
- Sergio Fiorentini appare sia come attore, nel ruolo del corrotto procuratore Michele Orione nella settima miniserie, e come doppiatore di Ottavio Ramonte (Rolf Hoppe) nella decima miniserie (nella settima miniserie, in cui Fiorentini appare come attore, il personaggio di Ottavio Ramonte è stato invece doppiato da Dario Penne). Era presente anche nella seconda stagione nel ruolo del direttore di un giornale amico di Laudeo.
- Anche Riccardo Cucciolla e Francesco Prando appaiono nella saga sia nelle vesti di doppiatori che in quelle di attori: il primo ha dato la voce al personaggio di Gianfranco Laudeo (Paul Guers) dalla prima alla terza miniserie, per poi interpretare egli stesso il ruolo di Riccardo Respighi nella quinta miniserie; il secondo ha invece doppiato il personaggio di Lorenzo Ribeira (Xavier Deluc) nella sesta miniserie mentre nella settima miniserie ha interpretato Rocco, un guardaspalle di Don Nuzzo Marciano.
- Luciano De Ambrosis e Cesare Barbetti sono entrambi apparsi nella seconda stagione, il primo sia come doppiatore di Sebastiano Cannito (Jacques Dacqmine) che come attore intrepretando un membro della commissione interna, il secondo interpretando un giornalista amico di Cattani e nella terza doppiando il personaggio di Carlo Antinari (Pierre Vaneck). Nella sesta stagione De Ambrosis doppiò anche Stefan Litvak (Rudolf Hrušínský).
- Renato Mori appare in tre stagioni come attore e una come doppiatore. Nelle prime due stagioni intrepreta il vicecommissario Altero, mentre nell'ottava interpreta Don Calogero Albanese. Nella sesta stagione doppiò l'agente Milos Danick (Siegfried Lowitz).
- Vittorio Di Prima ha doppiato Salvatore Frolo, detto Acidduzzu (Mario Adorf) nella quarta stagione, Frate Gillo (Gottfried John) nella quinta stagione e Don Amilcare Attilio Brenno (Pierre Mondy) nella sesta stagione, mentre come attore ha interpretato l'ispettore Livoti nella settima stagione.
- Sergio Di Stefano ha doppiato Ernesto Conti (François Marthouret) nella quarta stagione e il professor Monteverde (Irinei Konstantinov) nella settima stagione.

## Distribuzione
| n° | Prima TV | Titolo                                                     | Puntate | Regista            |
| -- | -------- | ---------------------------------------------------------- | ------- | ------------------ |
| 1  | 1984     | La piovra                                                  | 6       | Damiano Damiani    |
| 2  | 1986     | La piovra 2                                                | 6       | Florestano Vancini |
| 3  | 1987     | La piovra 3                                                | 7       | Luigi Perelli      |
| 4  | 1989     | La piovra 4                                                | 6       | Luigi Perelli      |
| 5  | 1990     | Quinta stagione                                            | 5       | Luigi Perelli      |
| 6  | 1992     | La piovra 6 - L'ultimo segreto                             | 6       | Luigi Perelli      |
| 7  | 1995     | La piovra 7 - Indagine sulla morte del commissario Cattani | 6       | Luigi Perelli      |
| 8  | 1997     | La piovra 8 - Lo scandalo                                  | 2       | Giacomo Battiato   |
| 9  | 1998     | La piovra 9 - Il patto                                     | 2       | Giacomo Battiato   |
| 10 | 2001     | La piovra 10                                               | 2       | Luigi Perelli      |

## Riferimenti
Anche se frutto della fantasia degli sceneggiatori, diversi fatti raccontati nelle diverse stagioni ricalcano fatti realmente accaduti o personaggi della cronaca di quel periodo. Ad esempio, nella prima stagione, l'assassinio del vicecommissario di polizia De Maria (Massimo Bonetti) dentro un bar è ispirato a quello di Boris Giuliano, le vicende raccontate nella seconda stagione rievocano quelle della loggia massonica P2, l'omicidio di Corrado Cattani nella quarta stagione ricorda quello del commissario Ninni Cassarà mentre il rapimento e lo stupro della giudice Silvia Conti (Patricia Millardet) mostrato sempre nella quarta stagione è liberamente ispirato alla violenza subita da Franca Rame, sequestrata e stuprata nel 1973 da un gruppo di neofascisti. Il personaggio di Tano Cariddi è modellato su Michele Sindona, il boss mafioso Antonio De Pisis detto il Puparo (Marcello Tusco) su Totò Riina e Tommaso Buscetta e il personaggio di Daniele Rannisi (Gedeon Burkhard), presente nella settima stagione, è ispirato a Peppino Impastato.

## Critiche
Nel 1994, la serie venne attaccata dall'allora Presidente del Consiglio Silvio Berlusconi, che la accusò di offrire un'immagine negativa dell'Italia all'estero.